# Хондрилла коротконосиковая
Хондрилла коротконосиковая, или Хондрилла короткоклювая (лат. Chondrilla brevirostris) — вид двудольных растений рода Хондрилла (Chondrilla) семейства Астровые (Asteraceae). Впервые описан ботаниками Фёдором Богдановичем фон Фишером и Карлом Антоновичем Мейером в 1837 году.

## Распространение и среда обитания
Известна из Китая (Синьцзян-Уйгурский автономный район), Казахстана, Киргизии и России (юг и восток европейской части и запад азиатской части страны).
Растёт в пустынных степях и на лесных лугах.

## Ботаническое описание
Многолетнее травянистое растение высотой 30—60 см.
Листья простые, розеточные или стеблевые: первые формой от лопатчатых до эллиптических, с жёстким опушением, другие — от ланцетных до линейных, голые либо со слабым опушением сверху.
Соцветие-корзинка несёт по 9—12 цветков жёлтого цвета; обёртка опушённая.
Плод — семянка с придатком-паппусом.
Цветёт и плодоносит с июня по сентябрь.
Число хромосом — 2n=15.

## Охранный статус
Занесена в Красную книгу Новосибирской области России.

## Синонимы
Синонимичные названия:
- Chondrilla filifolia Iljin
- Chondrilla juncea Ledeb. nom. illeg.